# Eskilstuna (đô thị)
Đô thị Eskilstuna (tiếng Thụy Điển: Eskilstuna kommun) là một đô thị ở hạt Södermanland của Thụy Điển. Thủ phủ là thị xã Eskilstuna. Dân số thời điểm 31 tháng 12 năm 2000 là 88408 người.